# 大理石宮
大理石宫可指：
- 大理石宫 (圣彼得堡)，位于俄罗斯圣彼得堡的一座新古典主义宫殿，建成于1785年。
- 大理石宫 (加尔各答)，位于印度加尔各答的一座宅邸，建于1835年。
- 大理石宫 (德黑兰)，位于伊朗德黑兰的一座王室官邸，于1937年。
- 大理石宫 (金沙萨)，位于刚果民主共和国金沙萨一座历史建筑，建于1970年。
- 大理石宫 (波茨坦)，位于德国波茨坦的一座王室官邸，前属于霍亨索伦家族，建于1781年。
- 美国最高法院大楼的别称，位于美国华盛顿特区。